# Крейшоміл (Гімарайнш)
Крейшоміл (порт. Creixomil; МФА: [kɾɐj.ʃu.ˈmiɫ]) — парафія в Португалії, у муніципалітеті Гімарайнш. Розташована в північно-західній частині країни, на теренах історичної португальської провінції Дору-Міню. Входить до складу округу Брага. За адміністративним поділом, чинним до 1976 року, терени парафії були складовою провінції Міню. Належить до Бразької архідіоцезії Католицької церкви. Патрон — святий Михаїл. Площа — 3,0069 км². Населення — 9641 ос. (2011). Сильно урбанізований регіон. Густота населення — 3206,29 осіб/км²
. Код — 030813.

## Населення
| Кількість мешканців | Кількість мешканців | Кількість мешканців | Кількість мешканців | Кількість мешканців | Кількість мешканців | Кількість мешканців | Кількість мешканців | Кількість мешканців | Кількість мешканців | Кількість мешканців | Кількість мешканців | Кількість мешканців | Кількість мешканців | Кількість мешканців |
| ------------------- | ------------------- | ------------------- | ------------------- | ------------------- | ------------------- | ------------------- | ------------------- | ------------------- | ------------------- | ------------------- | ------------------- | ------------------- | ------------------- | ------------------- |
| 1864                | 1878                | 1890                | 1900                | 1911                | 1920                | 1930                | 1940                | 1950                | 1960                | 1970                | 1981                | 1991                | 2001                | 2011                |
| 1 579               | 1 829               | 1 963               | 2 222               | 2 536               | 2 532               | 2 964               | 3 803               | 4 628               | 5 560               | 5 841               | 7 048               | 7 160               | 9 393               | 9 641               |